# Michele Vocino
Michele Vocino (Peschici, 27 settembre 1881 – Roma, 17 maggio 1965) è stato un politico italiano.

## Biografia
Dopo il diploma liceale a Lucera e la laurea in giurisprudenza a Napoli, Vocino inizia subito una brillante carriera presso il Ministero della Marina Militare, dove entra per concorso. Nel 1931 diventa Ispettore generale, nel 1933 direttore generale, nel 1947 consigliere di Stato. Nel 1948 fu eletto deputato al Parlamento nel collegio Bari-Foggia, continuando fino alla scomparsa, avvenuta nel 1965, il suo impegno a favore della propria terra.

## Opere
Stabilitosi a Roma, entra in contatto con numerosi intellettuali dell'epoca, scrivendo vari ed apprezzati volumi, dedicati al mondo del mare, alla storia italiana e alla sua Puglia, alla quale restò sempre legato. Educato al culto della tradizione e influenzato dal clima rondista degli anni Venti, ebbe una grande stima per Gabriele D'Annunzio, ammirato sia come uomo che come scrittore. Alcuni suoi volumi sono stati ristampati di recente, tra cui Primati del Regno di Napoli, scritto in occasione delle celebrazioni per il primo centenario dell'Unità d'Italia. Vocino, sulla base di un'ampia documentazione e professando sempre la sua italianità, dimostrò che il Meridione non era arretrato come venne dipinto dai vincitori piemontesi, ma possedeva dei punti di forza non sufficientemente valorizzati in seguito. Numerosi scritti sono raccolti nei sei volumi di A orza a poggia. Collana di curiosità, editi dal 1928 al 1956. Grandi qualità di narratore emergono nel volume di viaggi Nostalgie di mari lontani, apparso nel 1937 e riproposto nel 2010.
Questi sono i suoi principali lavori:
- Per un nuovo porto nell'Adriatico al lago di Varàno (Roma, Lega Navale, 1906);
- Manuale di diritto marittimo (Napoli, Casella, 1911);
- Il protezionismo marittimo dalle origini nei vari Stati (ib., 1912);
- Nei paesi dell'Arcangelo (Trani, V. Vecchi, 1913); ed. moderna, Sala Bolognese, Forni, 1990.
- Lo Sperone d'Italia (Roma, Scotti, 1914);
- Ricordi di pugliesi nell'America Meridionale (Bari, S.T.E.B., 1915);
- Il primo libro della gente di mare (Napoli, Casella, 1916);
- Nella Puglia dauna (Martina Franca, « Apulia », 1917); ed. moderna, Foggia, Edizioni del Rosone, 2007;
- La prima nave a vapore nel Mediterraneo (Milano, Alfieri, 1918);
- Nozioni di diritto civile, commerciale e marittimo (Napoli, Casella, 1919);
- Nozioni di economia industriale, (Napoli, 1919);
- Codice marittimo (Firenze, Barbera, 1920);
- Manuale del sottufficiale della R. Marina (Roma, Poligrafico dello Stato, 1921);
- Visioni di Puglia: il Gargano e le Tremiti (Milano, Alfieri, 1922);
- Note di diritto internazionale marittimo, (Roma, «Rivista Marittima», 1923);
- Apulia fidelis (Milano, Trevisini, 1924);
- Capitanata (Firenze, Alinari, 1925);
- Re marinaro: leggenda dauna (Napoli, Casella, 1926);
- Foggia e la Capitanata (Milano, Sonzogno, 1927);
- I palazzi della Marina in Roma (Roma, Palombi, 1928);
- A orza a poggia. Collana di curiosità:
  - I Curiosità marinare (Roma, Palombi, 1928);
  - II Curiosità di storia del costume (Roma, Palombi, 1930);
  - III Ricordi e racconti di marina (Roma, Palombi, 1930);
  - IV Curiosità di storia del costume (Roma, Palombi, 1940);
  - V Curiosità storiche economiche turistiche della Daunia (Roma, Palombi, 1951);
  - VI Curiosità giornalistiche (Roma, Palombi, 1956);
- Quelli di prora (Milano, Agnelli, 1930);
- Bandiere sul mare (Milano, Edizioni degli Omenoni, 1931);
- Nostalgie di mari lontani (Milano-Roma, Alfieri, 1937); ed. moderna, Foggia, Edizioni del Rosone, 2010;
- Alla conquista del mare: storia della navigazione (Roma, A.V.E., 1946);
- Sinossi di diritto internazionale pubblico e privato (Roma, « La Navicella », 1947);
- La nave nel tempo. Storia ed iconografia della nave (3ª ed. Milano, Alfieri, 1950);
- Storia del costume: venti secoli di vita italiana, (Roma, Libreria dello Stato, 1952);
- Approdo a Montecitorio (Roma, «La Navicella», 1954);
- Marinai italiani ed iberici sulle vie delle Indie, Roma, Convivium, 1955. (contiene anche la Relazione di A.Pigafetta e Giornale di rotta della nave Trinidad.
- .Alla scoperta della Daunia con viaggiatori di ogni tempo (Foggia, Studio Editoriale Dauno, 1957 - «Biblioteca del Turista», n. 1);
- Primati del Regno di Napoli (Napoli, Mele, 1950); ed. moderna, Napoli, Grimaldi & C., 2007.
- Regine di Napoli (Napoli, Montanino, 1960).